# Canarsie-Rockaway Parkway
Canarsie-Rockaway Parkway è una stazione della metropolitana di New York, capolinea della linea BMT Canarsie. Nel 2014 è stata utilizzata da 4 175 970 passeggeri.
È servita dalla linea L 14th Street-Canarsie Local, sempre attiva.